# Adrian Serioux
Adrian Serioux (* 12. Mai 1979 in Toronto (Scarborough), Ontario) ist ein kanadischer Fußballspieler. Der Verteidiger spielt seit 2009 für den Toronto FC in der Major League Soccer.

## Vereinskarriere
Serioux wechselte nach einer Collegesaison für die University of New Haven wechselte Serioux in die USL A-League zu den Toronto Lynx. In den seinen fünf Spielzeiten für die Toronto Lynx kam Serioux auf insgesamt 116 Einsätze, 2000 unterlag er mit dem Team im Conference Final den Rochester Raging Rhinos.
2004 unterschrieb Serioux einen Zwei-Jahres-Vertrag beim englischen Zweitligisten FC Millwall, nachdem eine Woche zuvor bereits sein Landsmann Josh Simpson ebenfalls einen Vertrag bei Millwall unterschrieben hatte. Im September 2005 kehrte er nach Kanada zurück, um sich um seine kranke Mutter kümmern zu können.
Am 1. März 2006 schloss sich Serioux dem Major-League-Soccer-Team New York MetroStars an, wurde aber bereits einige Wochen später im Tausch gegen Danny O’Rourke an Houston Dynamo abgegeben. Mit Dynamo gewann Serioux 2006 durch einen 4:3-Sieg im Elfmeterschießen über New England Revolution den Meistertitel. Im MLS Expansion Draft 2006 wurde er vom neuen MLS-Klub Toronto FC ausgewählt, aber bereits wenige Stunden später im Tausch gegen Ronnie O’Brien an den FC Dallas abgegeben. 2007 verpasste Serioux verletzungsbedingt einen Großteil der Saison, im Mai 2008 wurde er zu einer Strafzahlung von 1.000 $ wegen eines Fouls an David Beckham verurteilt, das mit Rot geahndet wurde, nachdem er ein Jahr zuvor in einem Interview angekündigt hatte, „hinter ihm her zu sein“ („going after him“).
Nach zwei Jahren bei Dallas wurde er von Toronto für eine Ausgleichszahlung und Torontos Erstrundenpick beim MLS SuperDraft 2010 verpflichtet. Serioux wurde zur Saison 2010 kein neues Vertragsangebot unterbreitet und kehrte schließlich gegen den Drittrundenpick beim MLS SuperDraft 2011 zu Houston Dynamo zurück.

## Nationalmannschaft
Serioux debütierte im August 2004 in einem WM-Qualifikationsspiel gegen Guatemala in der kanadischen Nationalmannschaft. 2005 gehörte er zum kanadischen Aufgebot beim CONCACAF Gold Cup und war beim Vorrundenaus einer der besseren Spieler seiner Mannschaft. Sein letztes Länderspiel bestritt er am 15. Oktober 2008 in einem WM-Qualifikationsspiel gegen Mexiko.